# ليانو (مغني)
إدجاردو كويفاس فيليسيانو ( سان خوان ، بورتوريكو ، 22 أبريل 1995) المعروف باسمه المسرحي باسم ليانو ، هو مغني وكاتب أغاني بورتوريكي في أنواع ريذم أند بلوز وريغيه تون وتراب.